# 栗树彬
栗树彬（1916年—），河北任丘人，中华人民共和国政治人物，奥林匹克勋章获得者。曾任中华全国总工会体育部部长、书记处书记，中共中央宣传部秘书长，国家体委副主任。